# Димо Платиканов
Димо Николов Платиканов е български учен химик и общественик. Професор, председател на Хумболтовия съюз в България от 2002 до 2006 година.

## Биография
Роден е на 2 февруари 1936 година в София в семейството на Никола Платиканов, агроном, ръководител на катедрата по общо скотовъдство в Софийския университет (1937 – 1944); заместник-директор на Института по животновъдство при Българската академия на науките (1951 – 1963); академик-секретар на Отделението по животновъдство и ветеринарна медицина при Академията на селскостопанските науки (1963 – 1972).
Преподавателската му кариера започва след дипломирането му през 1958 г. в специалност „Неорганична химия“, като в продължение на 46 години, включително и след пенсионирането си, Платиканов е активен член на Катедрата по физикохимия на Софийския университет.
От 1970 година заема различни ръководни постове в Химическия факултет на „Софийски университет“: заместник-декан на факултета (1970 – 1972), заместник-ръководител на Научноизследователския сектор (1979 – 1988), ръководител на Катедрата по физикохимия (1989 – 1999) след своя предшественик и учител акад. Алексей Шелудко. От 1998 година е в ръководството на Фондация „Св. св. Кирил и Методий“, като към 2017 година е неин президент.
Прави три спезиализации със стипендии от фондация „Александър фон Хумболт“ в Института по неорганична химия към Мюнхенския университет при проф. дхн Армин Вайс (1973 – 1974, 1991, 1993). От 1998 до 2002 година е избран за секретар на Хумболтовия съюз в България, впоследствие – за негов председател (2002 – 2006) и пожизнен почетен член (от 2006). Секретар (2001), председател (2003 и 2005), член (2007 и 2009) на организационните комитети на конференциите Humboldt-Kollegs.
Почива на 22 октомври 2017 г. в София.

## Научни интереси и приноси
Научните интереси на проф. Димо Платиканов са в областите физикохимия и колоидна химия, той е един от основоположниците на колоидната химия в България.
Научните му разработки и постижения са свързани с:
- приноси относно тънките течни филми: кинетика на изтъняване на пенни филми, „димплинг“, повърхностни сили, структура и фазови преходи при черните пенни филми, газова пропускливост, филми от разтвори на протеини и на фосфолипиди (динамично филмно напрежение, хистерезис на контактните ъгли), линейно напрежение при черните филми;
- приноси относно умокрящите филми – роля на твърдата повърхност, разклинящо налягане, преходна зона филм/менискус, филми от разтвори на полимери;
- приноси относно течните повърхности: еластичност и динамични свойства на мономолекулни (неразтворими или адсорбционни) слоеве, пренос на монослоеве от течна на твърда повърхност, съдържание на йони в мултислоеве, умокряне на твърда повърхност от разтвори на полимери и др.[3]

## Награди и отличия
Проф. Платиканов е носител на различни награди и отличия, измежду които ордени „Св. св. Кирил и Методий“ II и III степен, Почетен знак на Софийския университет със синя лента, Почетен знак на Химическия факултет, Почетен знак на Хумболтовия съюз в България, медал „Сто години Софийски университет“, както и орден Bundesverdienstkreuz am Bande и медал „Werner Heisenberg“ на Фондация „Александър фон Хумболт“.
През 2016 година става първият награден с вписване в Почетната книга на Софийския университет „Св. Климент Охридски“. 

## Избрани публикации
- Platikanov, D., D. Exerowa. Thin Liquid Films in Fundamentals of Interface and Colloid Science. Vol. 5. Amsterdam, 2005, 6.1 – 6.96.
- Yampolskaya, G., D. Platikanov. Proteins at Fluid Interfaces: Adsorption Layers and Thin Liquid Films. – Advances Colloid Interface Sci., 128, 2006, 159.
- Platikanov, D., D. Exerowa. Symmetric Thin Liquid Films with Fluid Interfaces in Emulsions and Emulsion Stability. New York, 2006, 127 – 184.
- Exerowa, D., D. Platikanov. Foam, Emulsion and Wetting Films Stabilized by Polymeric Surfactants in Highlights in Colloid Science. Weinheim, 2009, 97 – 118.
- Exerowa, D., D. Platikanov. Thin Liquid Films from Aqueous Solutions of Non-ionic Polymeric Surfactants. – Advances Colloid Interface Sci., 147 – 148, 2009, 74 – 87.[3]